# Chorebus fallaciosae
Chorebus fallaciosae är en stekelart som beskrevs av Griffiths 1967. Chorebus fallaciosae ingår i släktet Chorebus och familjen bracksteklar. Inga underarter finns listade i Catalogue of Life.